# Броніславув (Білобжезький повіт)
Броніславув (пол. Bronisławów) — село в Польщі, у гміні Промна Білобжезького повіту Мазовецького воєводства.
Населення — 113 осіб (2011).
У 1975-1998 роках село належало до Радомського воєводства.

## Демографія
Демографічна структура станом на 31 березня 2011 року:
|          | Загалом | Допрацездатний вік | Працездатний вік | Постпрацездатний вік |
| -------- | ------- | ------------------ | ---------------- | -------------------- |
| Чоловіки | 68      | 15                 | 47               | 6                    |
| Жінки    | 45      | 5                  | 32               | 8                    |
| Разом    | 113     | 20                 | 79               | 14                   |